# らくらくホンV
らくらくホンV（らくらくホン・ファイブ）は、富士通が開発した、NTTドコモの第三世代携帯電話 (FOMA) 端末。らくらくホンシリーズの端末で、FOMA F884iES（フォーマ・エフ はち はち よん・アイ・イー エス）のブランド名。型番末尾の ES は Easy Style の略である。

## 概要
当機種ではこれまで搭載されていた歩数計に加え、脈拍計も新搭載された。歩数計はどんな姿勢でも正確に測れるように3軸センサーにパワーアップ。脈拍計もインカメラに15秒ほど触れるだけで簡単に測定できる。また本格的な健康アプリ「健康生活日記」をプリインストール済み。また、「Tn-Link」対応のタニタ製の血圧計（BP-300）や体組成計（BC-501）との連携にも対応する。
聞き取りやすいスピードに自動調整する「スーパーはっきりボイス2」やノイズキャンセル性能を強化した「スーパーダブルマイク」を装備。通話中の最後の1分間を自動録音する「おまかせ通話音声メモ」も自分の声を録音できるようになった。また、一定時間着信音が鳴り続けた場合に自動的にバイブレーターが作動し、デカ着信音に切り替わる「おまかせデカ着信」、本体を持ち上げて傾けるだけでサブウィンドウのバックライトが自動で点灯する「おまかせバックライト」を新たに搭載した。
継ぎ目にあるボタンを押すだけで片手で簡単に開く「オープンアシスト」機能を新たに搭載。カメラは有効画素数を200万画素にグレードアップしたうえで、「おまかせ逆光補正」を新たに搭載し、簡単ながらもカメラの機能も充実した。また、オプションサービスの「音声入力メール」に対応する上、自身のメールアドレスをセンターから自動取得し、電話帳にも登録できるかんたんマイアドレス設定を新たに搭載した。
メイン画面は従来機種（らくらくホンIV/IVS）より一回り大きく、輝度を約30%アップした約2.8インチの半透過型オールラウンド液晶を搭載し、日中の屋外でもより見やすくなった。サブ画面も大型化し、情報量もアップした。
ほかにも、海外でもそのまま使用できる「WORLD WING（3G）」や緊急地震速報などの緊急情報を受信する「エリアメール」にも新たに対応した。
なお、本端末はらくらくホンシリーズで初めてドコモの新しいロゴマークが採用されている。
| 主な対応サービス           | 主な対応サービス                    | 主な対応サービス         | 主な対応サービス             |
| -------------------------- | ----------------------------------- | ------------------------ | ---------------------------- |
| DCMX／おサイフケータイ     | うた・ホーダイ                      | 着うたフル／着うた       | デジタルオーディオプレーヤー |
| 直感ゲーム／メガiアプリ    | Music&Videoチャネル／ビデオクリップ | 3Gローミング             | プッシュトーク               |
| FOMAハイスピード           | GPS／ケータイお探し                 | デコメール／デコメ絵文字 | iチャネル                    |
| 着もじ                     | テレビ電話／キャラ電                | 電話帳お預かりサービス   | フルブラウザ                 |
| おまかせロック／バイオ認証 | 外部メモリーへiモードコンテンツ移行 | トルカ                   | iC通信                       |
| きせかえツール／マチキャラ | バーコードリーダ／名刺リーダ        | 2in1                     | エリアメール                 |

1. ↑  ナビゲーション利用の場合はパケット定額に関わらずパケット通信は無料。
2. ↑  テンプレートでの作成のみ対応。
3. ↑  カメラを使ったデジタル眼鏡にも対応。

### インストールiアプリ
- ケータイ能力ストレッチング らくらく版 - 東北大学川島隆太教授監修の脳トレーニングゲーム
- 健康生活日記
- 地図アプリ for らくらくホン
- メモ

## 歴史
- 2008年5月8日：技術基準適合証明 (TELEC)通過
- 2008年6月5日：電気通信端末機器審査協会 (JATE)通過（認定番号：A08-0208001）
- 2008年7月17日:開発を発表
- 2008年8月1日：発売開始
- 2008年10月28日：不具合報告およびソフトウェアアップデートの実施。
- 2009年1月28日：新色「レッド」の追加を発表。
- 2009年2月11日：「レッド」発売開始。

## 不具合
- 2008年10月28日に以下の不具合が報告された。ソフトウェアアップデートで対応された。（参照）らくらくホンVソフトウェアアップデートのお知らせ
  - 歩数計機能で「いきいき歩行」がカウントされない場合がある。